# Oleria baizana
Espèce
Oleria baizana est une espèce d'insectes lépidoptères, un papillon diurne appartenant à la famille des Nymphalidae, sous-famille des Danainae, à la tribu des Ithomiini, sous-tribu des Oleriina et au genre Oleria.

## Dénomination
Oleria baizana a été décrit par Richard Haensch en 1903 sous le nom initial de Leucothyris baizana.

### Sous-espèces
- Oleria baizana baizana ; présent en Équateur.
- Oleria baizana munaicha ; présent en Équateur.
- Oleria baizana ssp ; présent en Équateur[1].

### Noms vernaculaires
Oleria baizana se nomme Baizana Clearwing en anglais.

## Description
Oleria  baizana est un papillon d'une envergure d'environ 57 mm aux ailes antérieures à bord interne concave, aux ailes translucides à veines marron et bordure irrégulière marron, orange sur la revers.

## Écologie et distribution
Oleria  baizana est présent en Équateur,.

### Protection
Pas de statut de protection particulier.